# Янко Марков
Янко Марков Спасов е български политик от БЗНС (казионен).

## Биография
Роден е на 4 август 1909 година в село Доганово, Новоселско. Съученик и приятел на Тодор Живков от гимназията, като през годините си в на нелегалност до 1944 г. Т. Живков използва първото име на Марков като псевдоним Другарят Янко с неговото съгласие, а Янко Марков няколко пъти укрива Тодор Живков по време на хайки на полицията по арестуване на антифашисти. През 1928 година става член на ЗМС, а от 1930 година е член на БЗНС „Александър Стамболийски“. През 1934 година завършва право в Софийския университет. От 1932 е в Управителния съвет на ЗМС за Софийски окръг. През 1943 до 1944 година е интерниран. Участва активно в Деветосептемврийския преврат. Бил е подпредседател на Областния комитет на ОФ в София, където го подкрепя лично неговия приятел от ученическия му период и последващия период на нелегалната борба Тодор Живков, който е начлник на Милицията в София. След това през 1948 година става член на УС на БЗНС, а от 1966 г. е член на ПП на БЗНС. В периода 1952 – 1954 година е заместник-министър на земеделието. От 1966 до 1971 година е член на Бюрото на Националния съвет на ОФ. Между 1971 и 1976 година е министър на горите и опазване на природната среда, министър на горите и горската промишленост (1976 – 1986). През 1973 – 1989 г. е Секретар на Постоянното присъствие на БЗНС. Бил е подпредседател на Бюрото на V народно събрание. В периода 1986 – 1990 година е член на Държавния съвет. През 1990 година се пенсионира. Носител е на званията „Герой на НРБ“ и „Герой на социалистическия труд“, два ордена „Георги Димитров“, орден „13 века България“.

## Награди
- Герой на Народна република България (1989)
- Герой на социалистическия труд“ (1979)
- – Орден Георги Димитров (1969)
- – Орден Георги Димитров (1979)
- – Орден Георги Димитров (1989)
- – Орден "13 века България-(1984)
- – Орден „Октомврийска революция“
- Орден Клемент Готвалд (Чехословашка социалистическа република)
- Медал „30 години от Победата над фашистка Германия“ – (1975)[5].
- Медал „40 години от Победата над Хитлерофашизма“ – (1985)[6].
- Медал „1300 години България“ (1981)
- ‎Медал „40 години от Социалистическата революция в България“ – (1984)
- Медал „90 години от рождението на Георги Димитров“ – (1972)
- Медал „100 години от рождението на Георги Димитров“ – (1982)>
- ‎Медал „25 години Народна власт“ – (1969)
- Медал „50 години от юнското антифашистко въстание“ – (1973)
- ‎Медал „Отечествена война 1944 – 1945“ – (1947)
- ‎Медал „100 години Априлско въстание“ – (1976)
- Медал „100 години от освобождението на България от османско иго“-(1978)